# Cis quadridentulus
Cis quadridentulus es una especie de coleóptero de la familia Ciidae.

## Distribución geográfica
Habita en Europa.